# 高泉性潡
高泉性潡（こうせん しょうとん）は、江戸時代前期に中国の明から渡来した臨済宗黄檗派（黄檗宗）の僧。福建省福州府福清県東閣の出身。俗姓は林氏。号が高泉で、法諱が性潡である。

## 生涯
父は林茂高、母は趙氏。
13歳の時、父母が亡くなり、叔父の無住が居る黄檗山に赴き、亘信行弥に就いて落髪した。翌年、隠元隆琦が再度黄檗山の住持となったため、隠元の弟子の慧門如沛に師事することとなった。
17歳で、黄檗山の殿司兼司鼓鐘となり、翌年、行堂となった。
順治11年（1654年）、22歳の時に、隠元が渡日し、隠元門下で黄檗山の住持を継承した慧門に就いた。
順治13年（1656年）、24歳で飯頭となり、同年冬には典賓となった。翌年、記室となった。
順治18年（1661年）、隠元の70歳の寿を祝うため、慧門に代わり、暁堂・未発・柏巌・惟一の4人と共に来日した。長崎の崇福寺に入寺して、即非如一を訪れた。惟一が先発し、高泉と暁堂の2人が、劉魯庵・陳沁斎・文淵閣・黄東崖等の人々の寿文を携えて宇治に向かった。この際の寿文は、『黄檗開山和尚七秩寿章』として板行された。なお、柏巌は崇福寺の記室となり、未発は隠元ではなく隠元の弟子の独癡の門下ということで、隠元の直系の弟子ではないため、翌年に帰国した。
寛文3年（1663年）12月の萬福寺初の授戒会では、引請阿闍梨の任を担った。
寛文5年（1665年）、奥羽二本松藩の藩主丹羽光重が創建した甘露山の法雲院の住持に招請された。この時、『妙法蓮華経』『円覚経』『維摩経』他30巻余を血書している。翌年、共に来日した暁堂が33歳で没したため、宇治に戻った。6月、後水尾法皇のために十牛頌を作り、衣を賜った。
寛文9年（1669年）、萬福寺の山内に法苑院を建立し、そこに住した。
寛文13年4月3日（1673年5月19日）、隠元が没し、高泉は、100日の間棺側に従った。
延宝3年（1675年）、加賀藩の藩主前田綱紀に招請され、金沢の献珠寺の開山となった。8月には萬福寺の松隠堂に戻り、『東渡初祖伝』2巻を撰した。
延宝6年（1678年）、門弟の雷洲が開創した、伏見の仏国寺の開山となった。
貞享2年（1685年）、龍渓性潜の門弟である晦翁に印可を付与して嗣法とした。これは、先年（1680年）に崩御した後水尾法皇が、その遺言によって、龍渓の嗣法は法皇のみ、と宣していたため、晦翁を龍渓の嗣法とできなかったための救済処置であった。しかしながら、この措置は禅の嗣法の本旨に背くため、萬福寺の役僧たちから反対意見が出て、混乱を来たした。この一件を「代付事件」と呼ぶ。結局、この一件は後々まで尾を引き、収束を見たのは、元禄元年（1688年）のことである。
元禄5年（1692年）1月、第4代の黄檗山住持であった独湛性瑩が、代付事件の影響もあって隠退し、高泉がその座を継承して第5代住持と就った。また、この年、了翁道覚の寄進によって、山内の法堂・禅堂・斎堂・東方丈・西方丈などの堂塔の修築がなった。
元禄8年（1695年）4月、隠元23回忌を機縁として、隠元の大光普照国師の国師号を公表した。また、紫衣を賜ったことにより、5月には江戸に上り将軍の徳川綱吉に拝礼し、翌月には将軍に対して説法を行なった。江戸滞在中は、体調が勝れず、柳沢吉保の周旋によって療養した。結局、病状が恢復しないために黄檗山に戻ることとなり、8月に萬福寺に帰着した。10月、自らの死期を悟った高泉は、後継者として千呆性侒以下5名を幕府に推薦し、幕府では千呆を後継に選任した。16日早朝、遺偈を書いた後、没した。享年62。

## 著書
- 『扶桑禅林僧宝伝』10巻